# Ерл Белл
Ерл Холмс Белл (англ. Earl Bell; 25 серпня 1955) — американський стрибун з жердиною. Він брав участь в Олімпійських іграх 1976, 1984 та 1988 років і виграв бронзову медаль у 1984 році, посів четверте місце у 1988 році та шосте у 1976 році.
Він також недовго утримував світовий рекорд у 1976 році та тренував кількох провідних американських стрибунів після завершення кар'єри. У 2002 році він був включений до Національної зали слави легкої атлетики.

## Біографія

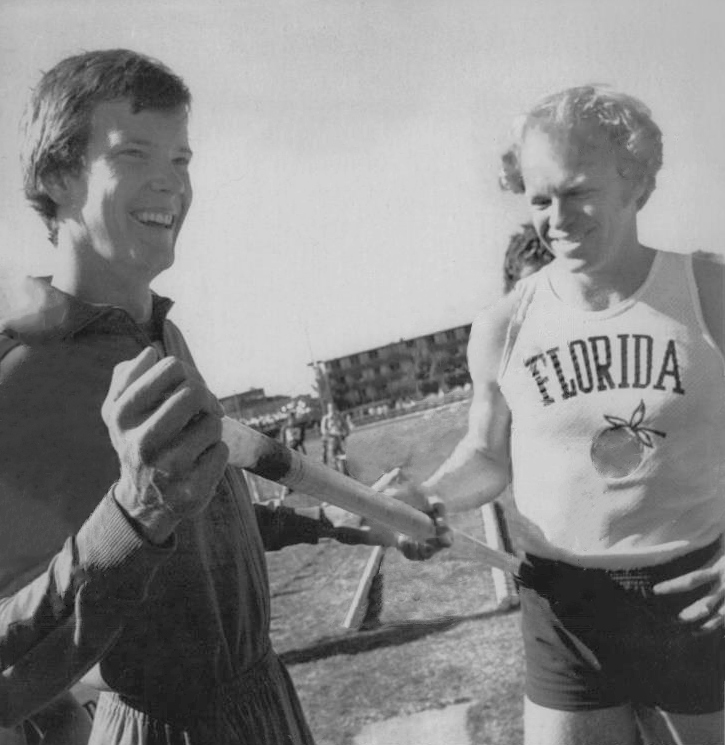
Робертс (праворуч) повертає Белл позичену жердину на Олімпійських іграх 1976 року

Белл народився в Панамі в сім'ї Вільяма «Папа» К. Белла та Йоли Циммерман Белл. Його батько був лікарем, рекордсменом зі стрибків з жердиною і навчався в Університеті Арканзасу. Сім'я переїхала з Панами до Джонсборо, штат Арканзас, в 1960 році.
У 1973 році Белл вступив до університету штату Арканзас. Він закінчив його у 1988 році, здобувши ступінь бакалавра з бухгалтерського обліку. Навчаючись в Арканзасі, Белл виграв титул чемпіона NCAA у 1975—1977 роках. Він також виграв чемпіонат AAU у 1976 і 1984 роках, посівши третє місце в 1981 році. Окрім участі в Олімпійських іграх, Белл виграв золоту медаль на Панамериканських іграх 1975 року та посів п'яте місце в 1991 році.
На Олімпійські ігри 1976 року в США Белл приїхав як світовий рекордсмен. На відбірковому етапі він позичив свою жердину Девіду Робертсу, який зламав свою жердину. Робертс виграв відбіркові змагання з новим світовим рекордом і посів третє місце на Олімпійських іграх, тоді як Белл фінішував другим і шостим відповідно.

## Тренерська кар'єра
Після завершення кар'єри Белл заснував Bell Athletics недалеко від Джонсборо, де він тренував Джеффа Гартвіга, Дерека Майлза, Келлі Саттл, Деніела Райланда та Джилліан Шварц, серед інших найкращих стрибунів з жердиною.

## Особисте життя
Белл одружений і має трьох дітей: Дрю, Сема та Генрі.

## Рейтинг
Рідкісний випадок серед стрибунів, Белл зумів залишитися відносно здоровим і успішним упродовж тривалої кар'єри, 16 років поспіль потрапляючи до числа найкращих у щорічному рейтингу Track and Field News.
| Рік  | Дисципліна         | Світовий рейтинг | Рейтинг США |
| ---- | ------------------ | ---------------- | ----------- |
| 1975 | Стрибки з жердиною | 3                | 1st         |
| 1976 | Стрибки з жердиною | 4                | 2           |
| 1977 | Стрибки з жердиною | 4                | 2           |
| 1978 | Стрибки з жердиною | –                | 5           |
| 1979 | Стрибки з жердиною | –                | 5           |
| 1980 | Стрибки з жердиною | –                | 6           |
| 1981 | Стрибки з жердиною | 6                | 1           |
| 1982 | Стрибки з жердиною | –                | 4           |
| 1983 | Стрибки з жердиною | –                | 3           |
| 1984 | Стрибки з жердиною | 7                | 2           |
| 1985 | Стрибки з жердиною | –                | 4           |
| 1986 | Pole vault         | 5                | 1           |
| 1987 | Стрибки з жердиною | 3                | 1           |
| 1988 | Стрибки з жердиною | 5                | 2           |
| 1989 | Стрибки з жердиною | –                | 5           |
| 1990 | Стрибки з жердиною | –                | 3           |